# Alghero (album)
Alghero è un album raccolta non ufficiale della cantautrice italiana Giuni Russo, pubblicato il 24 maggio 1999 dall'etichetta discografica Replay Music.
La raccolta comprende vari brani estratti dagli album Giuni (1986) e da Album (1987), entrambi distribuiti dalla Bubble Record.

## Tracce
1. Alghero - 4:06 (G. Russo - M.A. Sisini) tratta da Giuni 1986
2. Anima pagana - 3:26 (G. Russo - M.A. Sisini- Tripoli) tratta da Album 1987
3. I giardini di Eros - 4:00 (G. Russo - M.A. Sisini) tratta da Album 1987
4. Occhiali colorati - 4:06 (G. Russo - M.A. Sisini) tratta da Giuni 1986
5. Inverno a Sarajevo - 3:37 (G. Russo - M.A. Sisini - Tripoli) tratta da Album 1987
6. Ragazzi al luna park - 3:44 (Signori - G. Russo - M.A. Sisini) tratta da Album 1987
7. Mango, papaia - 3:37 (G. Russo - M.A. Sisini) tratta da Album 1987
8. I ragazzi del sole - 3:07 (G. Russo - M.A. Sisini - G. Tripolino) tratta da Giuni 1986
9. Venere Ciprea - 3:42 (G. Russo - M.A. Sisini - Tripoli) tratta da Album 1987
10. Alla luna - 4:29 (G. Russo - M.A. Sisini) tratta da Album 1987
11. Con te - 3:30 (G. Russo - M.A. Sisini) tratta da Giuni 1986
12. Adrenalina - 3:37 (G. Russo - M.A. Sisini) tratta da Album 1987